# 山君不離
33°25′54″N 126°41′24″E / 33.43167°N 126.69000°E
山君不離（：／ San-gumburi */?）是位於濟州島濟州市朝天邑橋來里的岳、側火山。

## 摘要
山君不離的火山口深度約100米，直徑超過600米，是漢拏山的寄生火山，與其他火山口不同，位於低平原，生成凹陷型地形。作為電影《戀風戀歌》中登場的外景地山君不離，被韓國指定為天然紀念物第263號，看到周長達2公里的火山口，不禁讓人聯想到劇中張東健（泰熙）與高素英（英舒）在此散步的場景。濟州島上雖然分佈著360多處寄生火山（岳），但除了山君不離外，其餘的火山全部被爆發後的岩漿所覆蓋堆積，唯有山君不離的火山口，在火山爆發時，熔岩和火山灰沒有噴出，受到岩石保護作用，形成了現在的洞口，這樣的火山被稱為低平火山口，在韓國僅此一處，世界上也是非常罕見。

## 資料來源
1. ↑  . Imagine your Korea.   [2018-05-28]. （原始内容存档于2018-05-28）.